# Alberta Children's Hospital

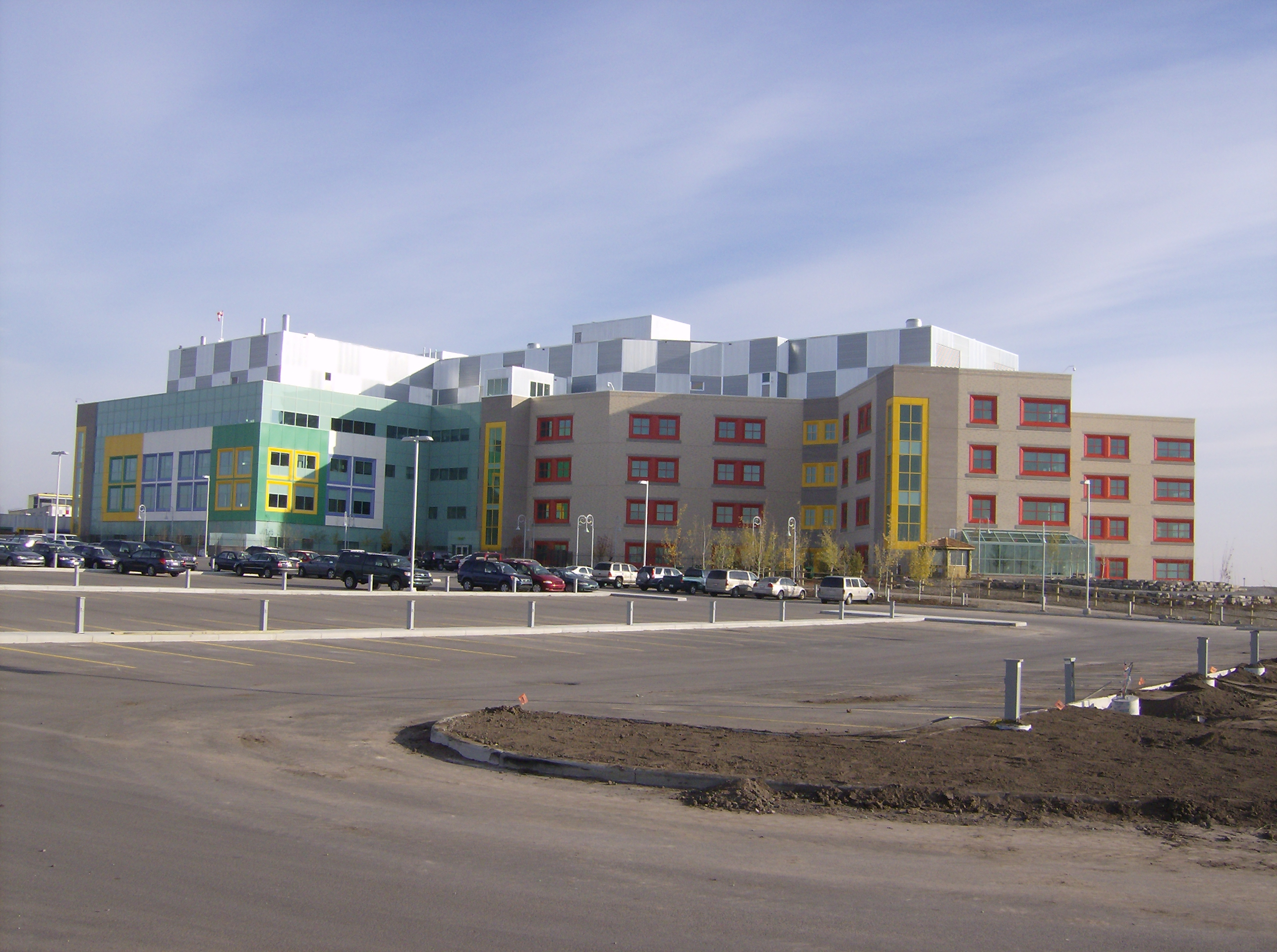
El edificio nuevo del Alberta Children's Hospital.

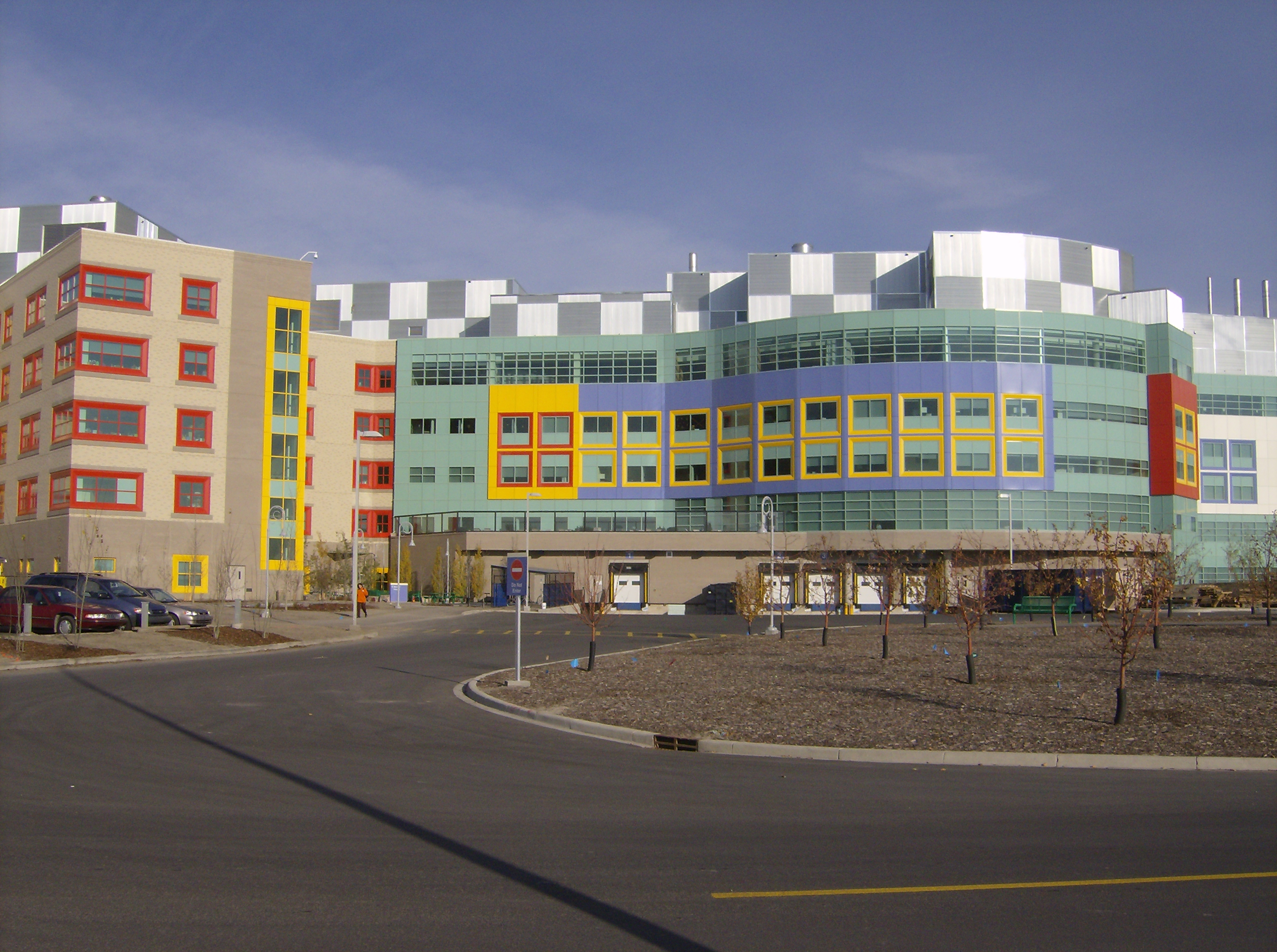
Vista del Alberta Children's Hospital.

El Alberta Children's Hospital es un hospital público para niños enfermos localizados en Calgary, provincia de Alberta, Canadá. Lo gestiona la Región de Salud de Calgary.

## Historia
El hospital es la primera instalación pediátrica independiente construida en Canadá en más de 20 años. Fue abierto al público el 27 de septiembre de 2006 y se localiza en el campus oeste de la Universidad de Calgary.

## Características
El Alberta Children's Hospital fue diseñado para la gente que más utiliza el edificio —pacientes, familias, médicos y personal hospitalario. En 2002, los arquitectos crearon varios proyectos sobre cómo podría quedar el hospital: un edificio de ladrillo de varios pisos. Estos diseños se llevaron al grupo consultivo adolescente del hospital (Teen Advisory Group, TAG) que lo convirtieron en un edificio colorido y acogedor a los niños, que se asemeja a un juguete de construcciones. Así es como parece el edificio hoy, asentado en una colina que domina el centro de Calgary, el río Bow y las Montañas Rocosas.
El propósito del Alberta Children's Hospital era el de crear un edificio que redujese el estrés y favoreciese la recuperación. El interior del hospital ha sido diseñado para permitir los cuidados familiares. Dispone de asistencia médica específica para los niños, y de facilidades para las familias, como camas para los padres en cada habitación, un servicio de cuidado de niños para hermanos de pacientes, un espacio sagrado para actividades espirituales, una habitación para visitas de mascotas y unos jardines que rodean el edificio nuevo del hospital, para que niños y padres se recuperen, se diviertan y pasen el tiempo.
El Alberta Children's Hospital está destinado a niños y adolescentes de hasta 18 años, y su área de influencia se extiende por el sur de Alberta, el sureste de Columbia Británica y el sureste de Saskatchewan.